# فورازان
فورازان (أو 5,2,1-أوكساديازول) هو مركب عضوي حلقي غير متجانس وغير مشبع له الصيغة الكيميائية C2H2N2O، ويكون على شكل سائل شفاف.
يتألف المركب بنيوياً من حلقة خماسية حاوية على ثلاث ذرات غير متجانسة متجاورة، ذرتي نتروجين وذرة أكسجين بينهما؛ بالإضافة إلى وجود رابطتين مضاعفتين. وهو ينتمي إلى مجموعة مركبات الأكساديازولات.

## التحضير
يحضر الفورازان من تفاعل بلمهة (نزع ماء) حلقي لمركب غليوكسيم (ثنائي أكسيم لمركب غليوكسال)، ولكن يجب إجراء العملية بحذر لأن الفورازان غير مستقر عند درجات حرارة مرتفعة أو أوساط حمضية أو قاعدية قوية. يعد تفاعل التشكل ناشراً للحرارة ويحدث مع انطلاق كميات وافرة من الغازات.
يمكن إجراؤ تفاعل التحضير من تسخين الغليوكسيم إلى درجة حرارة مقدارها 150 ° س بوجود أنهيدريد السكسينيك؛ حيث يتبخر الفورازان عند هذه الدرجة، وبالتالي يمكن إزالته تدريجياً من مزيج التفاعل.

## المشتقات
4,3-ثنائي ميثيل فورازان
يمكن الحصول على المشتق 4,3-ثنائي ميثيل فورازان (درجة غليانه 154-159 °س) بأسلوب مماثل وذلك بإجراء تفاعل بلمهة حلقية لمركب 4,3-ثنائي ميثيل غليوكسيم.
توجد مشتقات أخرى معروفة للمركب مثل ثنائي فينيل- وكذلك ميثيل إيثيل الفورازان.

## اقرأ أيضاً
- أكسازولين
- أكسازول
- فوران